# Erenbert Josef Schächer
Erenbert Josef Schächer OSB (* 7. Juli 1900 in Neustadl in Böhmen; † 26. Dezember 1974 in Kremsmünster, Oberösterreich) war ein österreichischer Klassischer Philologe.

## Leben
Schächer, der aus dem Egerland stammte, trat 1918 in Kremsmünster dem Benediktinerorden bei. Nach der Priesterweihe (1923) studierte er an der Universität Wien Klassische Philologie, besonders bei Hans von Arnim. Nach der Promotion (1926) vertiefte er seine Studien an den Universitäten zu Berlin (bei Werner Jaeger) und Oxford. Er konzentrierte sich zunehmend auf die griechische Philosophie, besonders des Aristoteles. 1937 habilitierte er sich mit der Schrift Quellen und problemgeschichtliche Untersuchungen zur Grundlegung der Philia-Theorie bei Aristoteles und im frühen Peripatos an der Universität Freiburg (Schweiz). Dort lehrte er seitdem als Dozent, später als Titularprofessor. 1946 folgte er einem Ruf auf einen ordentlichen Lehrstuhl für Christliche Philosophie an der Theologischen Fakultät in Salzburg. Nach der Wiedererrichtung der Universität Salzburg und der Einrichtung des Instituts für Klassische Philologie wurde er 1965 zum ordentlichen Professor der Klassischen Philologie ernannt. 1971 wurde er emeritiert.
Schächers Forschungsschwerpunkt war zeit seines Lebens die Philosophie des Aristoteles und seiner Schule, des Peripatos. In seinen Arbeiten zum Corpus Aristotelicum und den aristotelischen Ethiken vereinigte er philologische Analyse und Interpretation mit ideengeschichtlichen Herangehensweisen.
Er war Mitglied der katholischen Studentenverbindungen K.A.V. Suevia Berlin, K.Ö.St.V. Austria Wien und K.Ö.H.V. Rheno-Juvavia Salzburg.

## Schriften (Auswahl)
- Apostolat im Dienste Christi des Königs. Berlin 1938
- Die Herrgottsquelle. Aus der Klosterchronik der Kongregation der Schwestern Unseres Herrn Jesus Christus des Königs. Herausgegeben mit einem Geleitwort und Handzeichnungen. Einsiedeln 1939
- Studien zu den Ethiken des Corpus Aristotelicum. Zwei Teile, Paderborn 1940. Nachdruck New York 1968
- Ist das Corpus Aristotelicum nach-aristotelisch? Josef Zürchers Hypothese und ihre Beurteilung in der gelehrten Forschung. Kritische Würdigung. Ein Beitrag zum Methodenproblem der Corpus-Aristotelicum-Forschung. München 1963